# Sonet 38 (William Szekspir)

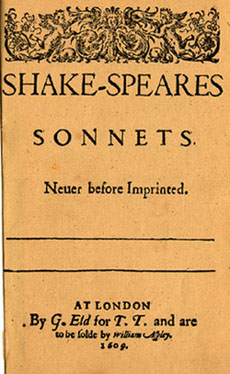
Strona tytułowa pierwszego wydania sonetów Shakespeare’a

Sonet 38 (Jak ma brakować mej Muzie natchnienia) - jeden z cyklu sonetów autorstwa Williama Shakespeare’a. Po raz pierwszy został opublikowany w 1609 roku. 

## Treść
W sonecie tym podmiot liryczny wychwala przymioty tajemniczego młodzieńca, który stanowi idealne natchnienie dla jego muzy.